# Pycnopeziza pachyderma
Pycnopeziza pachyderma är en svampart som först beskrevs av Rehm, och fick sitt nu gällande namn av W.L. White & Whetzel 1940. Pycnopeziza pachyderma ingår i släktet Pycnopeziza och familjen Sclerotiniaceae.   Inga underarter finns listade i Catalogue of Life.